# Skuhrov (Lomnice nad Popelkou)
Skuhrov je malá vesnice, část města Lomnice nad Popelkou v okrese Semily. Nachází se asi 2,5 kilometru severozápadně od Lomnice nad Popelkou.
Skuhrov leží v katastrálním území Rváčov o výměře 4,8 km².

## Historie
První písemná zmínka o vesnici pochází z roku 1437.

## Fotogalerie

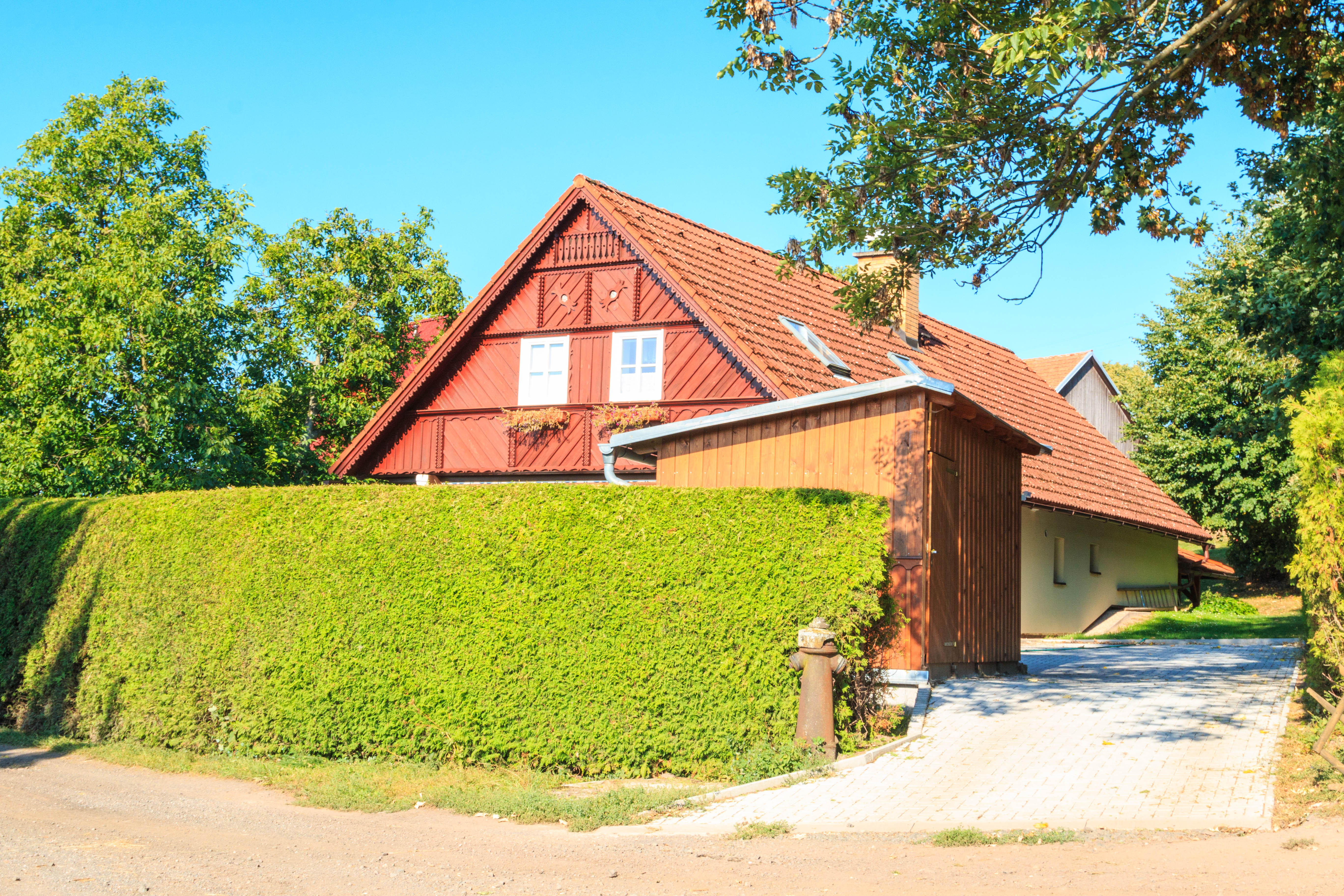
Dům čp. 2
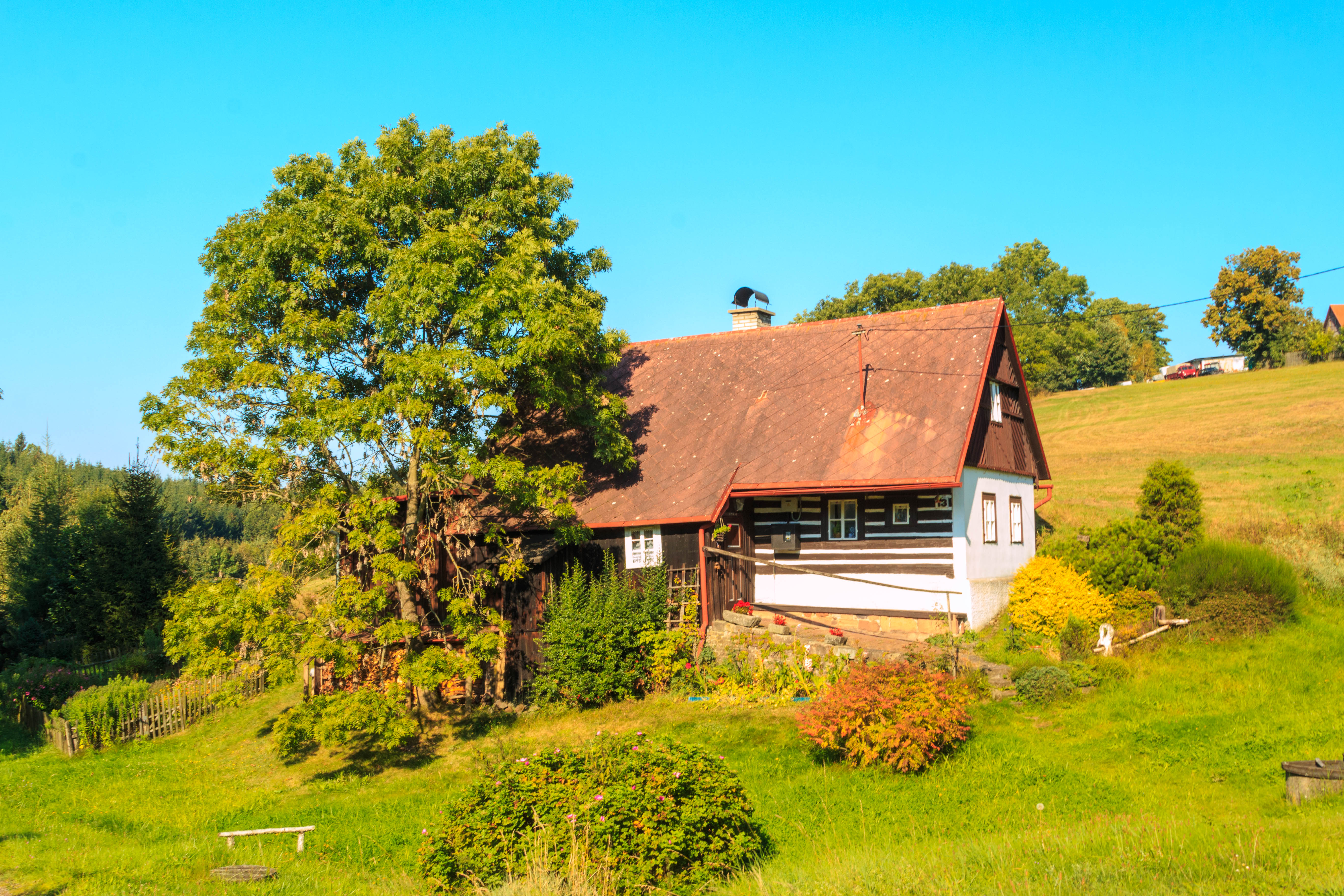
Dům čp. 13
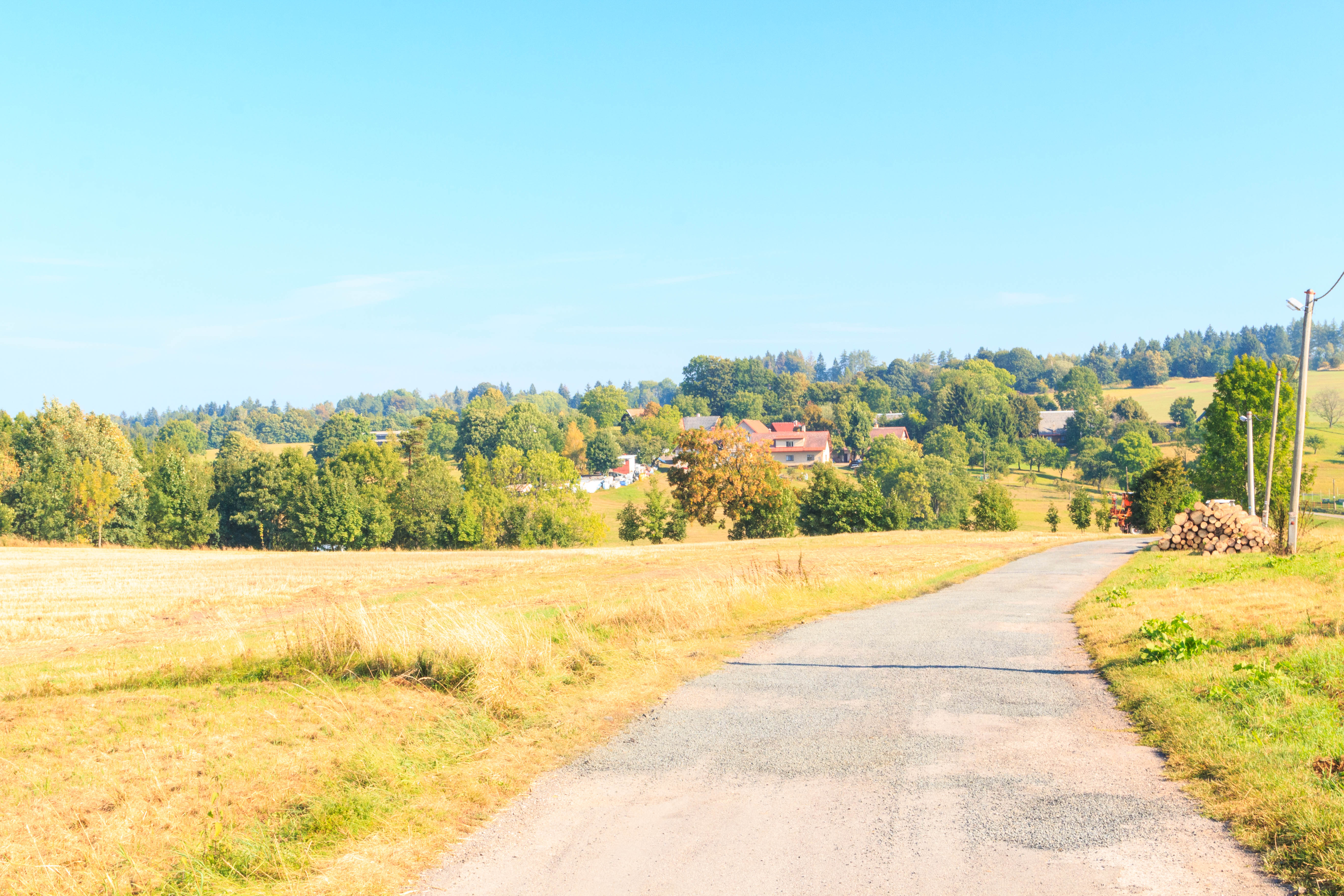
Skuhrov
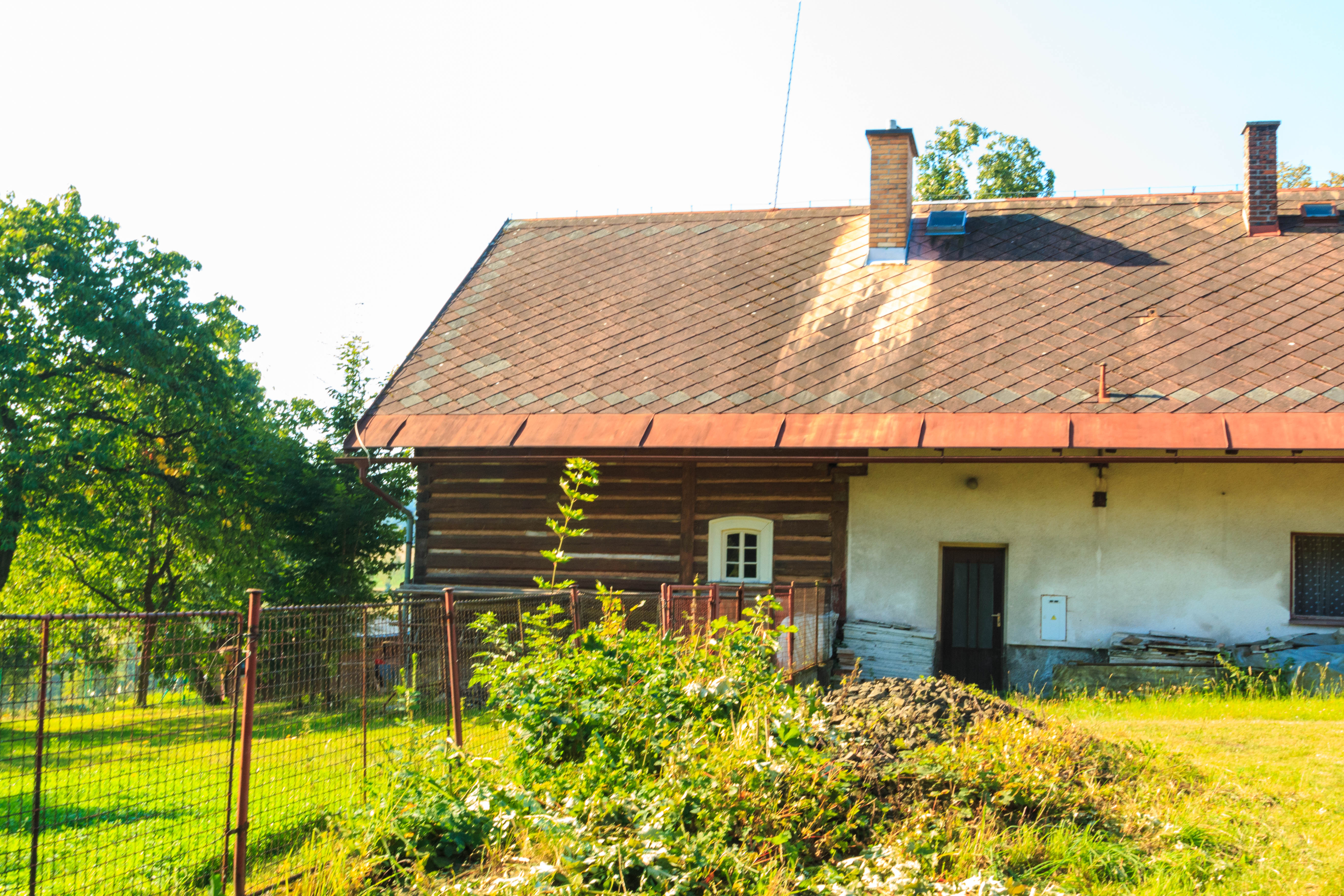
Dům čp. 1